# Andy Wozniewski
Andrew Pera „Andy“ Wozniewski (* 20. Mai 1980 in Buffalo Grove, Illinois) ist ein ehemaliger US-amerikanischer Eishockeyspieler, der im Verlauf seiner aktiven Karriere zwischen 1999 und 2015 unter anderem 79 Spiele für die Toronto Maple Leafs, St. Louis Blues und Boston Bruins in der National Hockey League auf der Position des Verteidigers bestritten hat. Den Großteil seiner Karriere verbrachte Wozniewski aber in der American Hockey League sowie in Deutschland und der Schweiz.

## Karriere
Andy Wozniewski war kurze Zeit Student an der University of Massachusetts Lowell, wo er auch Eishockey spielte. In der Saison 2000/01 war er aktiv für das Team der Texas Tornado in der North American Hockey League, bevor er drei Jahre für die Mannschaft der University of Wisconsin in der National Collegiate Athletic Association spielte. In seiner letzten Saison an der Universität war Wozniewski der Mannschaftskapitän.
Sein Debüt als professioneller Spieler war in der Saison 2003/04, als er zum ersten Mal für die St. John’s Maple Leafs in der American Hockey League spielte. In der Saison 2005/06 hatte er sein Debüt in der National Hockey League für die Toronto Maple Leafs. Seine beste NHL-Saison war die Saison 2007/08 mit 48 Einsätzen, zwei Toren, sieben Assists und 54 Strafminuten im Trikot der Toronto Maple Leafs. In der National Hockey League hat Wozniewski auch ein Spiel bzw. zwei Spiele für die St. Louis Blues bzw. Boston Bruins in seinem Palmarès zu Buche stehen.
Zur Saison 2010/11 wechselte der US-Amerikaner in die Schweiz zum EV Zug. Dort war er in seiner ersten Saison mit 123 Strafminuten in der Qualifikation der Spieler, der die längste Zeit auf der Strafbank verbracht hat. In der Saison 2011/12 war er mit elf Toren der torgefährlichste Abwehrspieler der National League A. Zwischen 2013 und 2015 stand er beim EHC Red Bull München in der Deutschen Eishockey Liga unter Vertrag. Aufgrund einer Gehirnerschütterung verpasste er den Großteil der Saison 2014/15 und beendete im Anschluss seine aktive Karriere.

### International
Sein Heimatland vertrat der Verteidiger in den Jahren 2011 und 2013 beim Deutschland Cup. Diesen konnte er 2013 mit den US-Amerikanern gewinnen.

## Erfolge und Auszeichnungen
- 2010 Teilnahme am AHL All-Star Classic

## Karrierestatistik
(Legende zur Spielerstatistik: Sp oder GP = absolvierte Spiele; T oder G = erzielte Tore; V oder A = erzielte Assists; Pkt oder Pts = erzielte Scorerpunkte; SM oder PIM = erhaltene Strafminuten; +/− = Plus/Minus-Bilanz; PP = erzielte Überzahltore; SH = erzielte Unterzahltore; GW = erzielte Siegtore; 1 Play-downs/Relegation; Kursiv: Statistik nicht vollständig)